# 쉐기 독 (2006년 영화)
《쉐기 독》(영어: The Shaggy Dog)은 미국에서 제작된 브라이언 로빈스 감독의 2006년 과학 판타지 가족 코미디 영화이다. 팀 앨런, 로버트 다우니 주니어, 크리스틴 데이비스, 대니 글러버, 스펜서 브레슬린, 필립 베이커 홀 등이 출연하였다.

## 출연
- 팀 앨런
- 크리스틴 데이비스
- 지나 그레이
- 스펜서 브레슬린
- 로버트 다우니 주니어
- 대니 글러버
- 제인 커틴
- 필립 베이커 홀
- 조슈아 레너드
- 애너벨 거위치
- 숀 파이프럼
- 레이 시혼
- 조엘 데이비드 무어
- 크리스털 더 멍키
- 애덤 힉스